# Africa (Toto)
Africa è un singolo del 1982 del gruppo rock Toto, estratto dall'album Toto IV. Nel 2021 la rivista Rolling Stone ha inserito la canzone alla posizione 452 nella sua lista dei 500 migliori brani musicali di tutti i tempi.

## Descrizione
La canzone è stata scritta dal tastierista della band, David Paich, che canta le due strofe della canzone, e dal batterista Jeff Porcaro. Bobby Kimball canta il ritornello.
Il singolo ha raggiunto la testa della classifica Billboard Hot 100 nel febbraio 1983. Il ritornello della canzone è una metafora che vuole rappresentare l'amore dell'autore per la sua donna. Successivamente venne ripubblicato come lato B del singolo Georgy Porgy/Africa.

## Videoclip
Il videoclip di Africa, girato da Steve Barron, vede David Paich come protagonista assoluto. Paich si trova in una biblioteca insieme a una ragazza (interpretata da Jenny Douglas-McRae, una corista afroamericana della band). Mentre cerca dei libri da leggere, ne scova uno dal titolo "Africa".
Nelle scene successive del video appare la band, che suona sopra il libro già citato prima, mostrato in dimensioni mastodontiche. L'immaginazione del regista lo porta a far apparire nel video anche un uomo africano, che scaglia una lancia, colpisce una pila di libri e li fa cadere sopra una candela, che a sua volta cade a terra, bruciando un disegno di un uomo africano, lo stesso disegno che Paich aveva trovato nel libro.

## Tracce

### Versione americana
- Africa
- Good for You

### Versione mondiale
- Africa
- We Made It

## Formazione

### Gruppo
- Bobby Kimball - voce
- David Paich - voce, tastiera
- Steve Lukather - chitarra acustica, voce secondaria
- David Hungate - basso
- Steve Porcaro - tastiera solista
- Jeff Porcaro - batteria, campanaccio, gong, percussioni

### Musicisti aggiunti
- Lenny Castro - congas, shaker, percussioni addizionali
- Timothy B. Schmitt - chitarra acustica, cori
- Joe Porcaro - percussioni, marimba
- Jim Horn - flauto dolce
- Mike Porcaro - Basso

## Popolarità
Il brano Africa appare in episodi di molte serie televisive:
- I Griffin, nell'episodio della decima stagione, Affari Interni, in cui Joe Swanson racconta che "Africa" era in sottofondo in un locale di lap dance quando per la prima volta incontrò Bonnie Swanson.
- Cleveland show, nel terzo episodio della seconda stagione la canzone fa da sottofondo ad alcuni momenti felici delle vacanze della famiglia di Cleveland in Africa (in realtà alle Hawaii).
- American Dad, episodi Campo profughi e Bullock contro Stan in cui Stan ascoltando la canzone storpia le parole da I Bless The Rains Down In Africa a I Crash The Planes Down In Africa.
- Chuck, episodio Chuck vs. il migliore amico.
- Scrubs, episodio La mia strada verso casa.
- Community, nel primo episodio della seconda stagione, "Antropologia", durante i titoli di coda. Viene cantata da Troy, Abed e l'insegnante di antropologia a cappella.
- Stranger Things, nell'episodio Capitolo Primo - La scomparsa di Will Byers
- Master of None, episodio Signori e signore.
- South Park, nell'episodio della ventesima stagione, Ricordi la Casa Bianca?, in cui una band formata da"ricordacini" (member berries) cantano la canzone in una festa presso la Casa Bianca.

È presente anche in alcuni videogiochi:
- Come colonna sonora nel videogioco Grand Theft Auto: Vice City sulla stazione Emotion 98.3.
- Come canzone da cantare nella categoria Singstar Rock Ballads di Singstar.
- Come citazione nel videogioco Firewatch. È possibile cantare il ritornello della canzone mentre si esplora una grotta.

È anche la canzone del giorno di laurea nella Lawrence University in America.
Diversi artisti hanno reinterpretato il brano in altre chiavi, tra questi Karl Wolf, Iyaz e Jason Derulo (Iyaz e Derulo tramite il brano Fight for You), è stato inoltre molto campionato nell'ambito della musica rap ad esempio in "Tempo Critico" delle Sacre Scuole, in "New World" del rapper Nas e più recentemente in "Huey Newton" di Wiz Khalifa e Curren$y, è inoltre citato in Ringo Starr dei Pinguini Tattici Nucleari.
Una cover del coro a cappella sloveno Perpetuum Jazzile ha totalizzato fino ad oggi (settembre 2021) quasi 23 milioni di visualizzazioni su YouTube.

### Nell'arte contemporanea
L'artista tedesco Max Siedentopf ha creato un'installazione, in un deserto namibiano, che riproduce all'infinito il brano musicale Africa.

## Classifiche

### Classifiche settimanali
| Classifica (1982/83)             | Posizione massima |
| -------------------------------- | ----------------- |
| Australia                        | 5                 |
| Austria                          | 7                 |
| Belgio (Fiandre)                 | 7                 |
| Canada                           | 1                 |
| Finlandia                        | 18                |
| Francia                          | 27                |
| Germania                         | 14                |
| Irlanda                          | 2                 |
| Italia                           | 22                |
| Nuova Zelanda                    | 5                 |
| Paesi Bassi                      | 4                 |
| Regno Unito                      | 3                 |
| Spagna                           | 18                |
| Stati Uniti                      | 1                 |
| Stati Uniti (adult contemporary) | 5                 |
| Sudafrica                        | 18                |
| Svizzera                         | 6                 |

### Classifiche di fine anno
| Classifica (1982) | Posizione |
| ----------------- | --------- |
| Belgio (Fiandre)  | 79        |
| Nuova Zelanda     | 42        |
| Paesi Bassi       | 25        |
| Classifica (1983) | Posizione |
| Australia         | 25        |
| Canada            | 16        |
| Italia            | 75        |
| Stati Uniti       | 24        |